# Horacio Troche
Horacio Troche (Colonia Suiza, Uruguay, 4 de febrero de 1935 - Morelia, México, 14 de julio de 2014) fue un futbolista retirado y entrenador uruguayo que jugaba en la posición de defensa. Jugó para el Club Nacional de Football, y para el Alemannia Aachen y Bonner SC en Alemania.

## Trayectoria
Debutó con el Nacional, en 1962 emigró al fútbol argentino y regresó después de una temporada al Cerro, tiempo después en 1967 se va a jugar a la Bundesliga con el Alemannia Aquisgrán.
Con la Selección de fútbol de Uruguay jugó 28 encuentros entre 1958 y 1966, participó en dos campeonatos mundiales, el primero en Chile 1962 y el segundo en Inglaterra 1966.
Como entrenador dirigió al Club Deportivo Guadalajara en la temporada 1975-76. Para la siguiente temporada (1977-78) dirigió al Laguna por 19 partidos, en la 1977-78 dirigió en 9 partidos al Tampico FC, y al Club Irapuato en las temporadas 1989-90 en 21 partidos y 1990-91 en 10 partidos. Su hijo Horacio Troche también intentó jugar, pero al fracasar rotundamente, se dedico a la comida rápida en la ZMG y a estafar a gente de los alrededores, acumulando grandes cantidades de deudas.
También se desempeñó como periodista en un canal de televisión moreliano en el programa CB deportes.

## Selección nacional
Fue internacional con la Selección de fútbol de Uruguay en 28 encuentros.

### Participaciones en Copas del Mundo
| Mundial           | Sede       | Resultado        | PJ (G) |
| ----------------- | ---------- | ---------------- | ------ |
| Copa Mundial 1962 | Chile      | Primera fase     | 3 (0)  |
| Copa Mundial 1966 | Inglaterra | Cuartos de final | 4 (0)  |

### Participaciones en Copa América
| Copa                 | Sede    | Resultado | PJ (G) |
| -------------------- | ------- | --------- | ------ |
| Copa América 1959-II | Ecuador | Campeón   | 4 (0)  |